# Вільянуева-де-Дуеро
Вільянуева-де-Дуеро (ісп. Villanueva de Duero) — муніципалітет в Іспанії, у складі автономної спільноти Кастилія-і-Леон, у провінції Вальядолід. Населення — 1205 осіб (2010).
Муніципалітет розташований на відстані близько 160 км на північний захід від Мадрида, 19 км на південний захід від Вальядоліда.
На території муніципалітету розташовані такі населені пункти: (дані про населення за 2010 рік)
- Аніаго: 1 особа
- Вільянуева-де-Дуеро: 1204 особи

## Демографія
Динаміка населення (INE ):